# 宮下裕子
宮下 裕子（みやした ゆうこ、本名同じ、1984年4月13日 - ）は、長野県出身のタレント、モデル。所属事務所はGMAエンタープライズ。

## 人物
- 趣味は料理、犬の散歩。特技はジョギング、フラフープ。
- 三姉妹の次女である[1]。
- 2015年11月に結婚した[2]。

## 出演

### テレビ
- 「GOLF武勇伝」アシスタント(GOLFネットワーク、サンテレビ)2011年4月〜2017年2月
- 「めざましテレビ公認 わがまま！気まま！旅気分！」リポーター(BSフジ 2010年12月13日)
- 「大人の習い事〜ガールズ☆ゴルフ」レギュラー(BSジャパン 2010年7月〜9月)
- 「志村&鶴瓶のアブない交遊録13」 （テレビ朝日 2010年1月）
- 「激走!GT」（テレビ東京 2009年12月）

### イベント
- 2011 東京オートサロン「KENWOOD」ブース ステージモデル
- 2009 SUPER GT - GMA KONDO Racing TEAM QUEEN
- 2008 フォーミュラ・ニッポン - KONDO Racing サーキットクィーン

### ラウンドガール
- THE OUTSIDER ラウンドガール
- 西口プロレスDX ラウンドガール
- 2008ゴルフフェア GMAブース イベントコンパニオン

### 雑誌
- ゴルフ雑誌「Waggle」

### Web TV
- 「ラウンドエンジェル宮下＆絹川のテンカウント。〜時々 岡田〜」（あっ!とおどろく放送局、2010年11月14日 - 2011年3月27日）毎週日曜日20:00〜レギュラー
- 「AKIBA18エンタメTV」（あっ!とおどろく放送局、2011年4月8日 - 5月27日）

### DVD
- 「ガールズ☆ゴルフ」(BSジャパン)